# ويلسون (لاعب كرة قدم)
ويلسون (بالبرتغالية: Wilson Constatino Novo Estrela‏) هو لاعب كرة قدم أنغولي، ولد في 13 مارس 1969 في ناميبي في أنغولا. شارك مع منتخب أنغولا لكرة القدم. أما مع النوادي، فقد لعب مع أونس كالداس ونادي أولهانينسي ونادي بيلينينسش ونادي جل فيسنتي.

## وصلات خارجية
- ويلسون على موقع قاعدة بيانات كرة القدم.إي يو (الإنجليزية)
- ويلسون على موقع ناشيونال فوتبول تيمز (الإنجليزية)